# Горькое (озеро, Щучанский район)
Горькое (также Горькое-Виктория) — озеро в Щучанском районе Курганской области, возле посёлка Курорт Озеро (также Тихоновка) Чистовского сельсовета.

## Общая характеристика
Озеро округлой формы расположено в замкнутой котловине с выраженным береговым уступом. Площадь 4,38 км², по другим данным 5 км².  Глубина озера достигает 3-4 метров. С запада в озеро впадает лог, с востока временный выходящий водоток. Прибрежная полоса заросла тростником, с северо-восточной стороны песчаный пляж. С юга и запада к озеру примыкает берёзовый лес.
Высота уреза воды — 161 метр над уровнем моря.

## Использование
Бальнеологические ресурсы озера используются с начала XX века для лечения целого ряда заболеваний грязями и рапой. Здесь с 1910 года действует курорт, старейший в Курганской области. Первоначально эта лечебница носила название «Виктория», уже в советское время на её базе создан детский психоневрологический санаторий «Озеро Горькое». С 1934 по 1940 годы на базе санатория работала Бальнео-Экспериментальная научная станция (БЭНС), исследовавшая лечебные ресурсы Южного Урала и Зауралья. Озеро популярно и у туристов.

## Гидрохимические характеристики
Вода озера Горького относится к группе сульфатно-хлоридной магниево-натриевой, со слабощелочной реакцией, минерализацией 20-47 г/л. Донные отложения озера относятся к пелоидам переходного типа — сульфидным сапропелям. Запасы грязи составляют 3488 тыс. м³. Влажность 75-85 %, содержание сухого органического вещества 16-38 %, сероводорода 50-264 мг/л.

## Растительность
Береговая растительность представлена солончаковыми комплексами с участием солероса европейского, сведы простёртой, бассии щетинистой, горькушки солончаковой, бескильницы тончайшей, полыни селитряной. На сырых участках заросли тростника и астры солончаковой. Непосредственно в воде произрастают рдест крупноплодный и внес`нная в Красную книгу Курганской области руппия морская, которая иногда образует тут заросли. На поверхности воды у берега имеются скопления ряски малой и многокоренницы.

## Режим охраны
Озеро Горькое-Виктория — гидрологический памятник природы Курганской области, режим охраны установлен Постановлением Правительства Курганской области от 05.02.2001 г. № 52. Площадь памятника 438 га (по границе уреза воды в летний период).
На территории памятника природы запрещается: размещение объектов, не связанных с обеспечением охраны памятника природы и осуществлением разрешенных видов пользования природными ресурсами; изменение уровня и гидрохимического режима озера; сброс сточных вод, размещение отходов; движение моторных маломерных судов, за исключением моторных маломерных судов с воздушным винтом; купание животных; самовольное или нецелевое использование воды и донных отложений.
Допускается: обустройство пляжей; пребывание граждан с целью лечения и отдыха; изучение природных лечебных ресурсов; разведка и добыча минеральных вод, лечебных грязей, а также других полезных ископаемых, отнесенных к категории природных лечебных ресурсов; использование водного объекта для лечебных и оздоровительных целей, для рекреационных целей.

## Данные водного реестра
По данным государственного водного реестра России относится к Иртышскому бассейновому округу, водохозяйственный участок реки — Миасс от города Челябинск до устья. Речной бассейн — Иртыш, речной подбассейн — Тобол.
Код водного объекта: 14010501011111200009556.